# Larissa Wilson
Larissa Hope Wilson (Kingswood, Inglaterra, 5 de mayo de 1989) es una actriz británica de cine y televisión.

## Biografía
Interpretó a Jal en la serie británica Skins hasta que su personaje, al igual que el resto de la primera generación, fue eliminado para la tercera temporada.
En febrero de 2008 presentó el premio al mejor artista en los Shockwaves NME Awards, junto al también actor de Skins Nicholas Hoult (Tony), y en julio de ese mismo año apareció en un episodio de Holby City, interpretando a Rebecca Webster.
En 2009 se reuniría de nuevo con su antigua compañera de reparto en Skins, April Pearson (Michelle), en Tormented, una película de terror adolescente.

## Filmografía
Cine
| Año  | Título                     | Rol         | Notas                    |
| ---- | -------------------------- | ----------- | ------------------------ |
| 2009 | Tormented                  | Khalillah   |                          |
| 2010 | Conviction                 | Estudiante  |                          |
| 2011 | Shirley                    | Iris Bassey | Película para televisión |
| 2011 | The Boarding School Bomber | Student     | Película para televisión |
| 2024 | We Move                    | Alicia      | Película para televisión |

##### Televisión
| Año       | Título            | Rol             | Notas        |
| --------- | ----------------- | --------------- | ------------ |
| 2007–2008 | Skins             | Jal Fazer       | 18 episodios |
| 2008      | Holby City        | Rebecca Webster | 2 episodios  |
| 2009      | Kingdom           | Donna           | 1 episodio   |
| 2011      | Sparticle Mystery | Anita           | 2 episodios  |
| 2012      | The Town          | Sarah           | 1 episodio   |
| 2014      | Suspects          | Kelly Freeman   | 2 episodios  |